# چوبورا (مروشینا)
چوبورا (به صربی: Čubura) یک منطقهٔ مسکونی در صربستان است که در مروشینا واقع شده‌است.